# مقاطعة منتجات الشركات الداعمة لإسرائيل
أخذت مقاطعة منتجات الشركات الداعمة لإسرائيل تفاعلًا ونجاحًا كبيرًا، حيث تحولت المقاطعة إلى ثقافة شعبية تعبيرًا عن رفض الهجوم الإسرائيلي على قطاع غزة في كثير من دول العالم.

## المقاطعة عالميًّا

### المقاطعة في الأردن
في الأردن أغلقت شركتا ستاربكس وكارفور عددًا من فروعها في البلاد، كما دفعت حملات المقاطعة كثير من الشركات الأميركية والأوروبية إلى تقليص عدد منتجاتها وتخفيض أسعارها وتقليل عدد ساعات عمل موظفيها. وتبدو المطاعم الأميركية والأوروبية في الأردن خالية من الزوّار، مثل كنتاكي، وبرجر كنج، وماكدونالدز، وهارديز وستاربكس وغيرهم، كما وبدأت المنتجات الأميركية تبقى في المتاجر دون أن يشتريها أحد مثل بيبسي، وكوكاكولا، وسنيكرز وكيت كات وغيرهم؛ وذلك جرّاء حملات المقاطعة الأردنية. قالت شروق طومار -ناشطة إعلامية في حركة المقاطعة-: "إن نجاح حملات المقاطعة لم يسبق له مثيل في الأردن؛ حيث كان رد فعل الشعب الأردني على العدوان الإسرائيلي في غزة كبيرًا جدًا، وتنامى ليخرج من إطار ردّ الفعل ليصبح جزءًا من الثقافة المجتمعية الأردنية". وتضيف: "المواطن الأردني أصبح غير مستعد لشراء منتجات العلامات التجارية الداعمة للكيان الصهيوني، حتى ولو لم يتوفر لها بديل، ونشهد ذلك في كافة فئات ومكونات المجتمع حتى الأطفال منهم".

### المقاطعة في مصر
أعلنت شركة ماكدونالدز للوجبات السريعة في مصر أن مبيعات الامتياز المصري انخفضت بنسبة 70% في الشهرين أكتوبر ونوفمبر من العام 2023م، على أساس سنوي.

### المقاطعة في المغرب
تنتشر ثقافة المقاطعة بين شريحة كبيرة من الشعب المغربي، فتراجع الإقبال على العلامات التجارية للشركات الداعمة لإسرائيل بالمقاطعة مقارنةً مع الوضع قبل الهجوم الإسرائيلي على قطاع غزة، مما دفع فروع تلك العلامات التجارية العالمية إلى نفي دعمها لإسرائيل، والإعلان عن عروض مغرية لجذب الزبائن.

### المقاطعة في الكويت
تحرص الكثير من الأسر الكويتية والمقيمون على مقاطعة منتجات الشركات الداعمة لإسرائيل، والبحث عن بدائل في السوق المحلي، وهو ما تسبب في خسارة للشركات الداعمة لإسرائيل.

### المقاطعة في إندونيسيا وماليزية
أوقفت الشركتان سي في سي كابيتال بارتنرز وجنرال أتلانتيك مبيعات حصص كبيرة من الشركات التي تدير علامات تجارية للوجبات السريعة الأميركية في ماليزيا وإندونيسيا بسبب الاحتجاجات والمقاطعة. ويقاطع المواطنون العلامات التجارية الأميركية منذ الهجوم الإسرائيلي على غزة في أكتوبر من العام 2023م، وتستهدف علامات تجارية أشهرها بيبسي وكنتاكي وستاربكس وبيتزا هت لدعم واشنطن لإسرائيل.

### المقاطعة في العراق
قل عدد زبائن العديد من سلاسل شركات الوجبات السريعة الداعمة لإسرائيل في العراق وذلك على خلفية مقاطعة المنتجات التي يُنظر إليها على أنها تدعم الهجمات الإسرائيلية على غزة. ودفعت حملة المقاطعة المطاعم وغيرَها إلى اللجوء إلى البدائل المحلية، كما دفعت الحكومة إلى حظرِ استيراد المنتجات الداعمة لإسرائيل.

### المقاطعة في تركيا
وافق البرلمان التركي على إزالة منتجات كوكا كولا ونستله من مطاعمه، وذكر وجود «غضب عام» على العلامتين التجاريتين. ويقاطع كثير من المواطنين منتجات الشركات الإسرائيلية أو الداعمة لها. تنتشر ثقافة المقاطعة في مختلف دول العالم، وهي في اتساع مستمر مع تواصل عملية طوفان الأقصى والهجوم الإسرائيلي على قطاع غزة.

## تطبيق لدعم المقاطعة
ابتكر طالب الدراسات العليا الفلسطيني أحمد باباش تطبيق مجاني اسمه «لا شكرًا» في نوفمبر 2023م. وفي شهر واحد حمّل 100 ألف شخص التطبيق الذي يتيح للمستهلكين مسح الرماز القضباني (الباركود) للمنتج لتحديد إذا ما كان المنتج لشركة داعمة لإسرائيل أم لا. وفي شهر أبريل من عام 2024م أفاد التطبيق بتحميل مليون مستخدم للتطبيق. كما توجد تطبيقات أخرى تدعو للمقاطعة مثل تطبيق «قضيتي» إضافةً لانتشار دعوات المقاطعة على نطاق واسع بوسائل التواصل الاجتماعي في أنحاء العالم.

## أثار المقاطعة
و الأن كانت حركة مقاطعة إسرائيل قد نجحت - مؤخراً- في استهداف شركات بارزة مثل ستاربكس وماكدونالدز و أمازون وكوكا كولا وكارفور و ديزني وغيرها، لانحيازها السافر لإسرائيل في حربها المدمرة على قطاع غزة.
وحققت المقاطعة -كأكثر الأدوات الشعبية فعالية- نجاحاً على نطاق واسع في الإضرار بالعلامات التجارية والشركات الداعمة لإسرائيل، مقابل توجه المستهلكين نحو دعم المنتجات المحلية في بلدانهم، حتى أن مجموعة ستاربكس فقدت 11 مليار دولار من قيمتها التسويقية، خلال أقل من شهرين على بدء الحرب.

## الشركات الداعمة لإسرائيل
- ماكدونالدز.[6][7][8][9]
- برجر كنج.[10][11][12]
- كنتاكي.[13][14][15]
- هارديز.[16][17][18]
- ستاربكس.[19][20][21]
- بيتزاهت.[22][23][24]
- بيبسي.[25][26][27]
- كوكاكولا.[28]
- نيتفلكس
- نيستله
- بابا جونز
- دوريتوز
- ديزنى
- لوريال
- شيتوس
- كولجيت
- ترمب